# Nothing Feels Right
Nothing Feels Right  è un singolo del cantante britannico Ozzy Osbourne, pubblicato il 5 settembre 2022 come terzo estratto dal suo dodicesimo album in studio Patient Number 9. Il brano vede la collaborazione del chitarrista statunitense Zakk Wylde.

## Descrizione
Il brano, insieme ad altre numerose tracce in Patient Number 9, segna la prima collaborazione in studio in 15 anni tra Ozzy Osbourne e Zakk Wylde, il quale aveva registrato con il cantante britannico l'album Black Rain nel 2007 prima della sua uscita dalla band, anche se era ritornato a farne parte già dal 2017.. Alle registrazioni del brano ha inoltre partecipato il bassista dei Jane's Addiction Chris Chaney.
Il brano è stato descritto come una «power ballad emozionale» con un «potente assolo immediatamente riconoscibile come di Wylde».

## Tracce
Testi e musiche di Ozzy Osbourne, Andrew Watt e Ali Tamposi.
1. Nothing Feels Right (feat. Zakk Wylde) – 5:35

## Formazione
- Ozzy Osbourne – voce
- Andrew Watt – tastiera, cori
- Zakk Wylde – chitarra, organo
- Chris Chaney – basso
- Chad Smith – batteria